# Lysiloma latisiliquum
El tsalam o tzalam (Lysiloma latisiliquum), también llamado abey en las Antillas y Venezuela, es un árbol maderable de la familia de las fabáceas. Es nativo de la Florida en el sur de Estados Unidos, las Bahamas, el Caribe, sur de México y el norte de América Central. Sin embargo en su mayor parte se encuentra restringido a la península de Yucatán. Habita en zonas con vegetación tropical húmeda y en las cercanías del manglar, en elevaciones menores a los 250 m s. n. m. Esta especie es frecuentemente confundida con otras especies de otros géneros. Se distingue por una glándula cónica muy visible en el peciolo de la hoja que es compuesta (bipinnada) y con hojuelas bicoloras. Su madera es objeto de comercio con el nombre de  madera sabicu.

## Descripción
Es un árbol que alcanza una altura de 25 a 30 metros. Su hábitat es la selva mediana subperennifolia y áreas perturbadas. Es una especie pionera que ocupa sitios que han sido incendiados y cumple la función de enriquecer la tierra con nitrógeno.
Su nombre tsalam o tzalam es de origen maya, se emplea como árbol forrajero y su madera es muy estimada por los ebanistas y carpinteros. Tiene también un valor ritual mágico entre los mayas, porque se usa como para la preparación de los guisos enterrados en un proceso de cocción denominado, también en lengua maya, “pib”.
En su tronco viven caracoles de tierra llamados Orthalicus undatus

## Taxonomía
Lysiloma latisiliquum fue descrita por (L.) Benth. y publicado en Transactions of the Linnean Society of London 30(3): 534. 1875.
Sinonimia
- Acacia bahamensis (Benth.) Griseb.
- Acacia latisiliqua (L.) Willd.
- Leucaena latisiliqua (L.) Gillis
- Lysiloma bahamense Benth.
- Lysiloma latisilique
- Mimosa latisiliqua L.[2]
- Acacia formosa A.Rich.
- Lysiloma bahamensis Benth.
- Lysiloma latisiliqua (L.) Benth.[5]